# Torneo Apertura 2025 (Uruguay)
El Torneo Apertura 2025 fue el primer certamen del 122.º torneo de primera categoría organizado por la AUF, correspondiente al año 2025. El Liverpool Fútbol Club fue el campeón de este torneo.

## Equipos participantes

### Información general
Las fechas de fundación de los equipos y el palmarés de títulos y subtítulos son elementos declarados por los propios clubes implicados. Todos los datos estadísticos corresponden únicamente a los Campeonatos Uruguayos organizados por la Asociación Uruguaya de Fútbol, no se incluyen los torneos de la FUF de 1923 y 1924 ni el Torneo del Consejo Provisorio 1926 en las temporadas contadas.
| Equipo               | Ciudad                 | Estadio de localía            | Capacidad | Fundación                | Temporadas | Temp. Consecutivas | Títulos | Subtítulos | Indumentaria | 2024 |
| -------------------- | ---------------------- | ----------------------------- | --------- | ------------------------ | ---------- | ------------------ | ------- | ---------- | ------------ | ---- |
| Boston River         | Montevideo             | Campeones Olímpicos           | 5.124     | 20 de febrero de 1939    | 10         | 10                 | 0       | 0          | Kelme        | 3°   |
| Cerro                | Montevideo             | Monumental Luis Tróccoli      | 25.000    | 1 de diciembre de 1922   | 78         | 3                  | 0       | 1          | Mgr Sport    | 13°  |
| Cerro Largo          | Melo                   | Arq. Antonio Eleuterio Ubilla | 7.000     | 19 de noviembre de 2002  | 12         | 7                  | 0       | 0          | Concreto     | 5°   |
| Danubio              | Montevideo             | Jardines del Hipódromo        | 18.000    | 1 de marzo de 1932       | 75         | 4                  | 4       | 4          | Tiffosi      | 6°   |
| Defensor Sporting    | Montevideo             | Luis Franzini                 | 16.000    | 15 de marzo de 1913      | 98         | 4                  | 4       | 10         | Kelme        | 4°   |
| Juventud             | Las Piedras            | Juventud Parque Artigas       | 6.148     | 24 de diciembre de 1935  | 14         | 1                  | 0       | 0          | Macron       |      |
| Liverpool            | Montevideo             | Belvedere                     | 7.780     | 15 de febrero de 1915    | 84         | 11                 | 1       | 1          | Mgr Sport    | 12°  |
| Miramar Misiones     | Montevideo             | Parque Palermo                | 4.072     | 25 de junio de 1980      | 27         | 2                  | 0       | 0          | Mgr Sport    | 10°  |
| Montevideo City      | Montevideo             | Centenario                    | 60.235    | 26 de diciembre de 2007  | 6          | 1                  | 0       | 0          | Puma         |      |
| Montevideo Wanderers | Montevideo             | Parque Alfredo Víctor Viera   | 10.500    | 15 de agosto de 1902     | 109        | 26                 | 3       | 8          | Umbro        | 8°   |
| Nacional             | Montevideo             | Gran Parque Central           | 34.000    | 14 de mayo de 1899       | 121        | 121                | 49      | 46         | Umbro        | 2°   |
| Peñarol              | Montevideo             | Campeón del Siglo             | 40.700    | 28 de septiembre de 1891 | 120        | 98                 | 52      | 41         | Puma         | 1°   |
| Plaza Colonia        | Colonia del Sacramento | Juan Gaspar Prandi            | 3.000     | 22 de abril de 1917      | 14         | 1                  | 0       | 0          | Mgr Sport    |      |
| Progreso             | Montevideo             | Abraham Paladino              | 3.200     | 30 de abril de 1917      | 27         | 2                  | 1       | 0          | XU           | 11°  |
| Racing               | Montevideo             | Parque Osvaldo Roberto        | 5.400     | 6 de abril de 1919       | 56         | 3                  | 0       | 0          | Macron       | 7°   |
| River Plate          | Montevideo             | Parque Federico Omar Saroldi  | 6.500     | 11 de mayo de 1932       | 77         | 22                 | 0       | 1          | Mgr Sport    | 9°   |

Nota: Los datos estadísticos acerca de temporadas disputadas, títulos y subtítulos correspondientes al Club Atlético Peñarol incluyen la trayectoria del CURCC. Para más información, véase: Decanato en el fútbol uruguayo.

### Distribución geográfica de los equipos
| Ciudad                 | Cantidad | Equipos |
| ---------------------- | -------- | --- |
| Montevideo             | 13       | Boston River, Cerro, Danubio, Defensor Sporting, Liverpool, Miramar Misiones, Montevideo City, Montevideo Wanderers, Nacional, Peñarol, Progreso, Racing, River Plate |
| Las Piedras            | 1        | Juventud |
| Colonia del Sacramento | 1        | Plaza Colonia |
| Melo                   | 1        | Cerro Largo |

## Entrenadores
Listado de entrenadores de cada uno de los equipos participantes. En el caso de los entrenadores sustitutos, entre paréntesis se aclara la fecha del debut del nuevo entrenador.
| Equipo               | Entrenador inicial       | Entrenadores sustitutos   |
| -------------------- | ------------------------ | ------------------------- |
| Boston River         | Jadson Viera Continúa    |                           |
| Cerro                | Tabaré Silva Nuevo       |                           |
| Cerro Largo          | Danielo Núñez Continúa   |                           |
| Danubio              | Alejandro Apud Continúa  | Juan Manuel Olivera (5ª)  |
| Defensor Sporting    | Álvaro Navarro Continúa  | Ignacio Ithurralde (9ª)   |
| Juventud             | Diego Monarriz Continúa  |                           |
| Liverpool            | Joaquín Papa Continúa    |                           |
| Miramar Misiones     | Walter Pandiani Continúa | Horacio Peralta (4ª)      |
| Montevideo City      | Martín Cicotello Nuevo   |                           |
| Montevideo Wanderers | Antonio Pacheco Continúa | Juan Manuel Martínez (5ª) |
| Nacional             | Martín Lasarte Continúa  | Martín Ligüera (10ª)      |
| Peñarol              | Diego Aguirre Continúa   |                           |
| Plaza Colonia        | Sebastián Díaz Continúa  |                           |
| Progreso             | Javier Méndez Nuevo      |                           |
| Racing               | Darío Rodríguez Nuevo    | Cristian Chambian (4ª)    |
| River Plate          | Diego López Nuevo        |                           |

## Desarrollo

### Tabla de posiciones
| Pos. | Equipo               | Pts. | PJ | G | E | P | GF | GC | Dif. |  |
| ---- | -------------------- | ---- | -- | - | - | - | -- | -- | ---- |  |
| 1    | Liverpool            | 32   | 15 | 9 | 5 | 1 | 22 | 9  | +13  |  |
| 2    | Nacional             | 31   | 15 | 9 | 4 | 2 | 35 | 16 | +19  |  |
| 3    | Juventud             | 30   | 15 | 9 | 3 | 3 | 23 | 15 | +8   |  |
| 4    | Peñarol              | 27   | 15 | 8 | 3 | 4 | 21 | 17 | +4   |  |
| 5    | Defensor Sporting    | 24   | 15 | 7 | 3 | 5 | 17 | 12 | +5   |  |
| 6    | Racing               | 23   | 15 | 6 | 5 | 4 | 14 | 10 | +4   |  |
| 7    | Boston River         | 22   | 15 | 6 | 4 | 5 | 16 | 17 | −1   |  |
| 8    | Cerro Largo          | 21   | 15 | 5 | 6 | 4 | 15 | 16 | −1   |  |
| 9    | Plaza Colonia        | 19   | 15 | 5 | 4 | 6 | 13 | 13 | 0    |  |
| 10   | Montevideo City      | 17   | 15 | 4 | 5 | 6 | 16 | 22 | −6   |  |
| 11   | Progreso             | 15   | 15 | 3 | 6 | 6 | 17 | 27 | −10  |  |
| 12   | Cerro                | 14   | 15 | 3 | 6 | 6 | 13 | 20 | −7   |  |
| 13   | Montevideo Wanderers | 12   | 15 | 2 | 6 | 7 | 12 | 17 | −5   |  |
| 14   | Danubio              | 12   | 15 | 1 | 9 | 5 | 12 | 17 | −5   |  |
| 15   | Miramar Misiones     | 12   | 15 | 3 | 3 | 9 | 16 | 24 | −8   |  |
| 16   | River Plate          | 10   | 15 | 2 | 4 | 9 | 10 | 20 | −10  |  |

 Fuente: AUF
Criterios de clasificación: 1) puntos; 2) diferencia de goles; 3) número de goles marcados.
Notas:
1. ↑  A Cerro se le quitó 1 punto debido a incidentes ocasionados en su visita al Estadio Campeón del Siglo por la fecha 13 del Torneo Apertura.

|  | Campeón del Torneo Apertura. |

|                              |
|                              |
| Campeón Liverpool 2.º título |

### Evolución de la clasificación
| Equipo \ Jornadas    | 01 | 02 | 03 | 04 | 05 | 06 | 07 | 08 | 09 | 10 | 11 | 12 | 13 | 14 | 15 |
| -------------------- | -- | -- | -- | -- | -- | -- | -- | -- | -- | -- | -- | -- | -- | -- | -- |
| Peñarol              | 1  | 4  | 5  | 8  | 10 | 12 | 14 | 10 | 11 | 10 | 7  | 7  | 6  | 5  | 4  |
| Nacional             | 14 | 10 | 8  | 6  | 4  | 4  | 5  | 5  | 7  | 6  | 5  | 3  | 2  | 2  | 2  |
| Defensor Sporting    | 2  | 1  | 1  | 1  | 1  | 3  | 4  | 2  | 2  | 4  | 2  | 4  | 3  | 4  | 5  |
| Boston River         | 16 | 13 | 11 | 13 | 14 | 11 | 13 | 9  | 10 | 11 | 11 | 10 | 9  | 8  | 7  |
| Progreso             | 15 | 16 | 16 | 15 | 16 | 16 | 15 | 15 | 15 | 15 | 13 | 12 | 12 | 11 | 11 |
| Cerro Largo          | 6  | 3  | 4  | 3  | 5  | 6  | 7  | 7  | 6  | 8  | 9  | 8  | 8  | 7  | 8  |
| Racing               | 12 | 12 | 14 | 11 | 8  | 9  | 6  | 6  | 5  | 3  | 4  | 5  | 5  | 6  | 6  |
| Liverpool            | 9  | 5  | 7  | 5  | 2  | 1  | 1  | 1  | 1  | 1  | 1  | 1  | 1  | 1  | 1  |
| Montevideo Wanderers | 11 | 14 | 12 | 14 | 11 | 10 | 11 | 13 | 14 | 12 | 12 | 13 | 14 | 15 | 13 |
| Cerro                | 5  | 6  | 9  | 10 | 9  | 7  | 8  | 8  | 8  | 7  | 8  | 11 | 11 | 12 | 12 |
| Plaza Colonia        | 4  | 2  | 2  | 2  | 3  | 2  | 3  | 3  | 3  | 5  | 6  | 6  | 7  | 9  | 9  |
| Juventud             | 8  | 9  | 6  | 4  | 6  | 5  | 2  | 4  | 4  | 2  | 3  | 2  | 4  | 3  | 3  |
| River Plate          | 10 | 11 | 13 | 12 | 13 | 15 | 16 | 16 | 16 | 16 | 16 | 16 | 13 | 14 | 16 |
| Danubio              | 7  | 8  | 10 | 9  | 12 | 13 | 12 | 14 | 12 | 13 | 14 | 14 | 15 | 16 | 14 |
| Montevideo City      | 3  | 7  | 3  | 7  | 7  | 8  | 9  | 11 | 9  | 9  | 10 | 9  | 10 | 10 | 10 |
| Miramar Misiones     | 13 | 15 | 15 | 16 | 15 | 14 | 10 | 12 | 13 | 14 | 15 | 15 | 16 | 13 | 15 |

### Resultados
- Los horarios corresponden al huso horario de Uruguay: (UTC-3).

| Cerro Largo            | 1:1 | Juventud      | Arq. Antonio E. Ubilla     | 31 de enero  | 19:00 |                  | Bruno Sacarelo |
| Defensor Sporting      | 2:0 | Boston River  | Luis Franzini              | 31 de enero  | 21:30 | Hernán Heras     |                |
| Danubio                | 1:1 | Liverpool     | María Mincheff de Lazaroff | 1 de febrero | 17:00 | Gustavo Tejera   |                |
| Progreso               | 1:3 | Peñarol       | Centenario                 | 1 de febrero | 20:00 | Leodán González  |                |
| Miramar Misiones       | 0:1 | Plaza Colonia | Parque Palermo             | 2 de febrero | 17:00 | Esteban Ostojich |                |
| Montevideo City Torque | 1:0 | Nacional      | Centenario                 | 2 de febrero | 19:30 | Javier Feres     |                |
| Montevideo Wanderers   | 0:0 | Racing        | Parque Alfredo V. Viera    | 2 de febrero | 21:45 | Javier Burgos    |                |
| Cerro                  | 1:1 | River Plate   | Monumental Luis Tróccoli   | 3 de febrero | 19:30 | Santiago Motta   |                |

| Cerro Largo   | 4:1 | Progreso               | Arq. Antonio E. Ubilla     | 7 de febrero | 19:00 |                  | Hernán Heras |
| Plaza Colonia | 2:0 | Montevideo Wanderers   | Parque Juan G. Prandi      | 7 de febrero | 21:30 | Daniel Rodríguez |              |
| Liverpool     | 2:1 | Miramar Misiones       | Belvedere                  | 8 de febrero | 09:45 | Javier Feres     |              |
| Racing        | 0:1 | Cerro                  | Parque Osvaldo Roberto     | 8 de febrero | 17:00 | Andrés Matonte   |              |
| River Plate   | 0:1 | Defensor Sporting      | Parque Federico O. Saroldi | 8 de febrero | 19:30 | Gustavo Tejera   |              |
| Juventud      | 2:2 | Danubio                | Parque Artigas             | 9 de febrero | 09:45 | Diego Riveiro    |              |
| Boston River  | 0:0 | Montevideo City Torque | Campeones Olímpicos        | 9 de febrero | 17:00 | Javier Burgos    |              |
| Nacional      | 1:1 | Peñarol                | Parque Central             | 9 de febrero | 19:30 | Esteban Ostojich |              |

| Cerro                  | 0:1 | Plaza Colonia | Monumental Luis Tróccoli   | 14 de febrero | 19:00 |                  | Gustavo Tejera |
| Montevideo Wanderers   | 1:1 | Liverpool     | Parque Alfredo V. Viera    | 14 de febrero | 21:15 | Hernán Heras     |                |
| Danubio                | 0:0 | Cerro Largo   | María Mincheff de Lazaroff | 15 de febrero | 17:00 | Esteban Ostojich |                |
| Peñarol                | 1:1 | Boston River  | Campeón del Siglo          | 15 de febrero | 19:30 | Andrés Matonte   |                |
| Defensor Sporting      | 2:0 | Racing        | Luis Franzini              | 15 de febrero | 21:45 | Bruno Sacarelo   |                |
| Progreso               | 1:5 | Nacional      | Abraham Paladino           | 16 de febrero | 17:00 | Javier Burgos    |                |
| Miramar Misiones       | 1:2 | Juventud      | Parque Palermo             | 16 de febrero | 19:30 | Kevin Fontes     |                |
| Montevideo City Torque | 2:1 | River Plate   | Centenario                 | 16 de febrero | 21:45 | Leodán González  |                |

| Racing        | 3:1 | Montevideo City Torque | Parque Osvaldo Roberto     | 21 de febrero | 17:00 |                  | Daniel Rodríguez |
| Liverpool     | 2:1 | Cerro                  | Belvedere                  | 22 de febrero | 9:45  | Leandro Lasso    |                  |
| Boston River  | 2:3 | Nacional               | Campeones Olímpicos        | 22 de febrero | 17:00 | Gustavo Tejera   |                  |
| Cerro Largo   | 3:2 | Miramar Misiones       | Arq. Antonio E. Ubilla     | 22 de febrero | 19:30 | Leodán González  |                  |
| Danubio       | 1:1 | Progreso               | María Mincheff de Lazaroff | 23 de febrero | 9:45  | Santiago Motta   |                  |
| Juventud      | 1:0 | Montevideo Wanderers   | Parque Artigas             | 23 de febrero | 17:00 | Alberto Feres    |                  |
| Plaza Colonia | 1:2 | Defensor Sporting      | Parque Juan G. Prandi      | 23 de febrero | 19:15 | Esteban Ostojich |                  |
| River Plate   | 1:1 | Peñarol                | Parque Federico O. Saroldi | 23 de febrero | 21:30 | Mathías De Armas |                  |

| Montevideo City Torque | 1:1 | Plaza Colonia | Parque Alfredo V. Viera  | 7 de marzo  | 17:00 |                    | Mathías De Armas |
| Defensor Sporting      | 0:1 | Liverpool     | Luis Franzini            | 7 de marzo  | 19:30 | Andrés Matonte     |                  |
| Cerro                  | 2:1 | Juventud      | Monumental Luis Tróccoli | 8 de marzo  | 17:00 | Federico Arman     |                  |
| Nacional               | 3:3 | River Plate   | Luis Franzini            | 8 de marzo  | 20:00 | Hernán Heras       |                  |
| Progreso               | 2:2 | Boston River  | Abraham Paladino         | 9 de marzo  | 17:00 | Leodán González    |                  |
| Peñarol                | 0:2 | Racing        | Campeón del Siglo        | 9 de marzo  | 19:30 | Javier Burgos      |                  |
| Miramar Misiones       | 1:0 | Danubio       | Parque Palermo           | 9 de marzo  | 21:45 | Federico Modernell |                  |
| Montevideo Wanderers   | 3:0 | Cerro Largo   | Parque Alfredo V. Viera  | 10 de marzo | 20:00 | Gustavo Tejera     |                  |

| Liverpool        | 4:1 | Montevideo City Torque | Belvedere                  | 15 de marzo | 17:00 |                  | Hernán Heras |
| Plaza Colonia    | 1:0 | Peñarol                | Parque Juan G. Prandi      | 15 de marzo | 19:30 | Andrés Matonte   |              |
| Miramar Misiones | 1:1 | Progreso               | Parque Palermo             | 15 de marzo | 21:45 | Anahí Fernández  |              |
| Danubio          | 2:2 | Montevideo Wanderers   | María Mincheff de Lazaroff | 16 de marzo | 9:45  | Javier Feres     |              |
| Juventud         | 2:1 | Defensor Sporting      | Parque Artigas             | 16 de marzo | 17:00 | Javier Burgos    |              |
| Racing           | 0:1 | Nacional               | Parque Osvaldo Roberto     | 16 de marzo | 19:30 | Mathías De Armas |              |
| Cerro Largo      | 0:0 | Cerro                  | Arq. Antonio E. Ubilla     | 17 de marzo | 19:00 | Esteban Ostojich |              |
| River Plate      | 0:2 | Boston River           | Parque Federico O. Saroldi | 17 de marzo | 21:15 | Pablo Silveira   |              |

| Montevideo City Torque | 2:4 | Juventud         | Parque Alfredo V. Viera  | 20 de marzo | 17:00 |                  | Gustavo Tejera |
| Peñarol                | 0:3 | Liverpool        | Campeón del Siglo        | 20 de marzo | 20:00 | Esteban Ostojich |                |
| Boston River           | 1:3 | Racing           | Campeones Olímpicos      | 22 de marzo | 16:00 | Esteban Guerra   |                |
| Nacional               | 1:1 | Plaza Colonia    | Parque Central           | 22 de marzo | 19:00 | Javier Burgos    |                |
| Defensor Sporting      | 0:0 | Cerro Largo      | Luis Franzini            | 22 de marzo | 21:15 | Leodán González  |                |
| Progreso               | 2:1 | River Plate      | Abraham Paladino         | 23 de marzo | 15:30 | Mathías De Armas |                |
| Cerro                  | 1:1 | Danubio          | Monumental Luis Tróccoli | 23 de marzo | 17:45 | Andrés Matonte   |                |
| Montevideo Wanderers   | 1:2 | Miramar Misiones | Parque Alfredo V. Viera  | 23 de marzo | 20:00 | Andrés Martínez  |                |

| Cerro Largo          | 1:1 | Montevideo City Torque | Arq. Antonio E. Ubilla     | 25 de marzo | 20:00 |                  | Juan Ciani |
| Racing               | 1:0 | River Plate            | Parque Osvaldo Roberto     | 26 de marzo | 14:00 | Javier Burgos    |            |
| Liverpool            | 2:2 | Nacional               | Belvedere                  | 26 de marzo | 16:30 | Andrés Matonte   |            |
| Plaza Colonia        | 0:1 | Boston River           | Parque Juan G. Prandi      | 26 de marzo | 19:00 | Esteban Ostojich |            |
| Danubio              | 1:1 | Defensor Sporting      | María Mincheff de Lazaroff | 27 de marzo | 14:00 | Mathías De Armas |            |
| Juventud             | 0:2 | Peñarol                | Parque Artigas             | 27 de marzo | 16:30 | Leodán González  |            |
| Montevideo Wanderers | 1:1 | Progreso               | Parque Alfredo V. Viera    | 27 de marzo | 19:00 | Eduardo Varela   |            |
| Miramar Misiones     | 1:1 | Cerro                  | Parque Palermo             | 27 de marzo | 21:15 | Alberto Feres    |            |

| River Plate            | 1:2 | Plaza Colonia        | Parque Federico O. Saroldi | 29 de marzo | 16:00 |                  | Rubén Umpiérrez |
| Boston River           | 0:1 | Liverpool            | Campeones Olímpicos        | 29 de marzo | 18:15 | Mathías De Armas |                 |
| Progreso               | 0:1 | Racing               | Abraham Paladino           | 30 de marzo | 10:00 | Esteban Ostojich |                 |
| Nacional               | 1:2 | Juventud             | Parque Central             | 30 de marzo | 15:30 | Alberto Feres    |                 |
| Montevideo City Torque | 1:1 | Danubio              | Parque Alfredo V. Viera    | 30 de marzo | 18:00 | Javier Burgos    |                 |
| Peñarol                | 0:2 | Cerro Largo          | Campeón del Siglo          | 30 de marzo | 20:30 | Gustavo Tejera   |                 |
| Cerro                  | 2:1 | Montevideo Wanderers | Monumental Luis Tróccoli   | 31 de marzo | 19:00 | Gustavo Motta    |                 |
| Defensor Sporting      | 2:0 | Miramar Misiones     | Luis Franzini              | 31 de marzo | 21:15 | Bruno Sacarelo   |                 |

| Juventud             | 4:1 | Boston River           | Parque Artigas             | 5 de abril | 13:30 |                    | Andrés Matonte |
| Danubio              | 0:1 | Peñarol                | María Mincheff de Lazaroff | 5 de abril | 16:00 | Esteban Ostojich   |                |
| Plaza Colonia        | 0:1 | Racing                 | Parque Juan G. Prandi      | 5 de abril | 18:30 | Alberto Feres      |                |
| Cerro                | 0:0 | Progreso               | Monumental Luis Tróccoli   | 6 de abril | 10:00 | Gustavo Tejera     |                |
| Liverpool            | 0:0 | River Plate            | Belvedere                  | 6 de abril | 15:00 | Leandro Lasso      |                |
| Cerro Largo          | 0:4 | Nacional               | Arq. Antonio E. Ubilla     | 6 de abril | 17:30 | Mathías De Armas   |                |
| Miramar Misiones     | 0:1 | Montevideo City Torque | Parque Palermo             | 6 de abril | 20:00 | Federico Arman     |                |
| Montevideo Wanderers | 0:0 | Defensor Sporting      | Parque Alfredo V. Viera    | 7 de abril | 16:00 | Federico Modernell |                |

| Progreso             | 1:1 | Plaza Colonia          | Abraham Paladino           | 12 de abril | 13:00 |                  | Kevin Fontes |
| Montevideo Wanderers | 0:0 | Montevideo City Torque | Parque Alfredo V. Viera    | 12 de abril | 15:30 | Javier Feres     |              |
| Peñarol              | 4:2 | Miramar Misiones       | Campeón del Siglo          | 12 de abril | 18:30 | Andrés Matonte   |              |
| Boston River         | 1:0 | Cerro Largo            | Campeones Olímpicos        | 13 de abril | 15:00 | Leodán González  |              |
| Nacional             | 2:0 | Danubio                | Parque Central             | 13 de abril | 17:30 | Gustavo Tejera   |              |
| River Plate          | 1:0 | Juventud               | Parque Federico O. Saroldi | 13 de abril | 20:00 | Esteban Guerra   |              |
| Racing               | 1:1 | Liverpool              | Parque Osvaldo Roberto     | 14 de abril | 15:30 | Javier Burgos    |              |
| Defensor Sporting    | 3:2 | Cerro                  | Luis Franzini              | 14 de abril | 18:00 | Mathías De Armas |              |

| Danubio              | 1:2 | Boston River           | María Mincheff de Lazaroff | 18 de abril | 14:00 |                  | Alberto Feres |
| Miramar Misiones     | 1:3 | Nacional               | Parque Palermo             | 18 de abril | 16:00 | Esteban Ostojich |               |
| Cerro Largo          | 1:0 | River Plate            | Arq. Antonio E. Ubilla     | 18 de abril | 18:30 | Gustavo Tejera   |               |
| Juventud             | 1:0 | Racing                 | Parque Artigas             | 19 de abril | 15:30 | Anahí Fernández  |               |
| Montevideo Wanderers | 1:2 | Peñarol                | Parque Alfredo V. Viera    | 19 de abril | 18:30 | Javier Burgos    |               |
| Liverpool            | 1:0 | Plaza Colonia          | Belvedere                  | 20 de abril | 15:00 | Mathías De Armas |               |
| Cerro                | 1:2 | Montevideo City Torque | Monumental Luis Tróccoli   | 20 de abril | 17:15 | Andrés Matonte   |               |
| Defensor Sporting    | 1:2 | Progreso               | Luis Franzini              | 20 de abril | 19:30 | Hernán Heras     |               |

| River Plate            | 1:0 | Danubio              | Parque Saroldi      | 26 de abril | 15:00 |                  | Daniel Rodríguez |
| Plaza Colonia          | 0:0 | Juventud             | Parque Prandi       | 26 de abril | 17:15 | Hernán Heras     |                  |
| Nacional               | 3:1 | Montevideo Wanderers | Gran Parque Central | 26 de abril | 20:15 | Andrés Matonte   |                  |
| Montevideo City Torque | 0:1 | Defensor Sporting    | Parque Saroldi      | 27 de abril | 10:45 | Pablo Silveira   |                  |
| Boston River           | 2:0 | Miramar Misiones     | Campeones Olímpicos | 27 de abril | 13:00 | Mathías De Armas |                  |
| Progreso               | 0:2 | Liverpool            | Parque Paladino     | 27 de abril | 15:15 | Leodán González  |                  |
| Peñarol                | 3:1 | Cerro                | Campeón del Siglo   | 27 de abril | 18:15 | Gustavo Tejera   |                  |
| Racing                 | 1:1 | Cerro Largo          | Parque Roberto      | 28 de abril | 15:00 | Esteban Guerra   |                  |

| Boston River           | 1:0 | Montevideo Wanderers | Campeones Olímpicos        | 2 de mayo | 19:00 |                  | Hernán Heras |
| Defensor Sporting      | 0:1 | Peñarol              | Luis Franzini              | 2 de mayo | 21:30 | Mathías De Armas |              |
| Danubio                | 0:0 | Racing               | María Mincheff de Lazaroff | 3 de mayo | 15:00 | Bruno Sacarelo   |              |
| Nacional               | 4:0 | Cerro                | Gran Parque Central        | 3 de mayo | 17:30 | Javier Burgos    |              |
| Cerro Largo            | 2:1 | Plaza Colonia        | Arq. Antonio E. Ubilla     | 3 de mayo | 20:30 | Leandro Lasso    |              |
| Montevideo City Torque | 2:3 | Progreso             | Parque Saroldi             | 4 de mayo | 10:45 | Alberto Feres    |              |
| Juventud               | 1:0 | Liverpool            | Parque Artigas             | 4 de mayo | 15:00 | Gustavo Tejera   |              |
| Miramar Misiones       | 3:0 | River Plate          | Parque Palermo             | 4 de mayo | 20:00 | Andrés Matonte   |              |

| River Plate   | 0:1 | Montevideo Wanderers   | Parque Saroldi      | 17 de mayo | 15:00 |                    | Alberto Feres |
| Peñarol       | 2:1 | Montevideo City Torque | Campeón del Siglo   | 17 de mayo | 20:00 | Hernán Heras       |               |
| Progreso      | 1:2 | Juventud               | Parque Paladino     | 18 de mayo | 15:00 | Javier Burgos      |               |
| Nacional      | 2:1 | Defensor Sporting      | Gran Parque Central | 18 de mayo | 15:00 | Gustavo Tejera     |               |
| Liverpool     | 1:0 | Cerro Largo            | Estadio Belvedere   | 18 de mayo | 15:00 | Andrés Matonte     |               |
| Racing        | 1:1 | Miramar Misiones       | Parque Roberto      | 19 de mayo | 15:00 | Federico Modernell |               |
| Plaza Colonia | 1:2 | Danubio                | Estadio Suppici     | 19 de mayo | 18:00 | Esteban Ostojich   |               |
| Boston River  | 0:0 | Cerro                  | Campeones Olímpicos | 19 de mayo | 20:15 | Santiago Motta     |               |

| 1. 2. |

## Estadísticas

### Goleadores
| Jugador           | Equipo               | Goles | Partidos | Prom. |
| ----------------- | -------------------- | ----- | -------- | ----- |
| Abel Hernández    | Liverpool            | 10    | 15       | 0.71  |
| Agustín Rodríguez | Juventud             | 9     | 12       | 0.75  |
| Nicolás López     | Nacional             | 9     | 12       | 0.75  |
| Nicolás Bertocchi | Cerro Largo          | 5     | 10       | 0.5   |
| Rodrigo Rivero    | Montevideo Wanderers | 5     | 10       | 0.5   |
| José Neris        | Montevideo City      | 5     | 11       | 0.45  |
| Walter Montoya    | Defensor Sporting    | 5     | 14       | 0.36  |

### Asistencias
| Jugador                | Equipo        | Asistencias | Partidos | Prom. |
| ---------------------- | ------------- | ----------- | -------- | ----- |
| Luciano Boggio         | Nacional      | 5           | 13       | 0.38  |
| Jonathan Urretaviscaya | Juventud      | 5           | 14       | 0.36  |
| Agustín Moreira        | Progreso      | 5           | 14       | 0.36  |
| Leonardo Fernández     | Peñarol       | 4           | 14       | 0.29  |
| Christian Ebere        | Plaza Colonia | 4           | 14       | 0.29  |

## Récords
- Primer gol del Torneo Apertura: Bruno Larregui de  Juventud contra  Cerro Largo (31 de enero de 2025)

- Último gol del Torneo Apertura: Sergio Núñez de  Danubio contra  Plaza Colonia (19 de mayo de 2025)

- Mayor número de goles marcados en un partido: 6 goles:  Progreso 1 – 5  Nacional (16 de febrero de 2025),  Nacional 3 – 3  River Plate (8 de marzo de 2025), Montevideo City 2 – 4  Juventud (20 de marzo de 2025),  Peñarol 4 – 2  Miramar Misiones (12 de abril de 2025)

- Mayor victoria local:  Nacional 4 – 0  Cerro (3 de mayo de 2025)

- Mayor victoria visitante:  Progreso 1 – 5  Nacional (16 de febrero de 2025)

- Mayor racha de victorias consecutivas:  Nacional;  Peñarol (6 victorias)

- Mayor racha de partidos sin perder:  Liverpool (13 partidos)

- Mayor racha de partidos sin ganar:  Danubio (14 partidos)

- Mayor racha de derrotas consecutivas:  Miramar Misiones (5 partidos)